# Lazuliet
Het mineraal lazuliet of blauwspaat is een magnesium-aluminium-fosfaat met de molecuulformule MgAl2(PO4)2(OH)2. De naam is van het Arabische azul afgeleid, dat hemel betekent, en het Griekse lithos, dat steen betekent.
Het molecuul is een verbinding tussen twee fosfaationen, magnesium, aluminium en twee hydroxylgroepen. Lazuliet is lichtblauw, blauw, blauwgroen of blauwzwart, het heeft een glasglans en een witte streepkleur. Het heeft een monoklien kristalstelsel en de splijting van het mineraal is onduidelijk volgens het kristalvlak [001]. Het heeft een massadichtheid van 3,05 kg/l, de hardheid is 5 tot 6 en het mineraal is niet radioactief.
Lazuliet is een mineraal dat in stollingsgesteenten voorkomt. De typelocatie van lazuliet is Werfen in Oostenrijk. Het mineraal wordt verder onder andere gevonden in het Malo-Bystrinskoye lazurietdistrict, Tunkavallei, Sludyanka in de omgeving van het Baikalmeer in Rusland, in Rapid Creek, Yukon, Canada en in de Champion mijn, White Mountains, Mono county, Californië in de Verenigde Staten.
De namen lazuliet, lazuriet en azuriet lijken op elkaar. Deze mineralen moeten dus niet met elkaar worden verward.